# Liste de films français sortis en 1999
Listes de films français
- 1995
- 1996
- 1997
- 1998
- 1999
- 2000
- 2001
- 2002
- 2003

Liste non exhaustive de films français sortis en 1999

## 1999
| Titre                          | Réalisateur        | Distribution                                                                   | Genre                              |
| ------------------------------ | ------------------ | ------------------------------------------------------------------------------ | ---------------------------------- |
| Les Amants criminels           | François Ozon      | Natacha Régnier , Jérémie Renier                                               | Drame, thriller                    |
| Astérix et Obélix contre César | Claude Zidi        | Christian Clavier, Gérard Depardieu                                            | Comédie                            |
| Au cœur du mensonge            | Claude Chabrol     | Sandrine Bonnaire , Jacques Gamblin, Antoine de Caunes, Valeria Bruni Tedeschi | Drame                              |
| Ça commence aujourd'hui        | Bertrand Tavernier | Philippe Torreton, Maria Pitarresi, Nadia Kaci                                 |                                    |
| La Débandade                   | Claude Berri       | Claude Berri, Fanny Ardant, Claude Brasseur                                    | Drame                              |
| Est-Ouest                      | Régis Wargnier     | Oleg Menchikov, Sandrine Bonnaire, Catherine Deneuve                           | Drame                              |
| La Fille sur le pont           | Patrice Leconte    | Daniel Auteuil , Vanessa Paradis                                               | Drame                              |
| Jeanne d'Arc                   | Luc Besson         | Milla Jovovich, John Malkovich, Faye Dunaway, Vincent Cassel                   | Film historique                    |
| La Maladie de Sachs            | Michel Deville     | Albert Dupontel, Valérie Dréville                                              | Drame                              |
| La Neuvième Porte              | Roman Polanski     | Johnny Depp, Lena Olin, Frank Langella, Emmanuelle Seigner                     |                                    |
| Pas de scandale                | Benoît Jacquot     | Fabrice Luchini, Isabelle Huppert, Vincent Lindon                              | Drame                              |
| Petits frères                  | Jacques Doillon    |                                                                                | Comédie dramatique                 |
| Peut-être                      | Cédric Klapisch    | Romain Duris, Jean-Paul Belmondo, Géraldine Pailhas                            | Science-fiction-comédie dramatique |
| Rien sur Robert                | Pascal Bonitzer    | Fabrice Luchini, Sandrine Kiberlain, Valentina Cervi, Michel Piccoli           | Comédie, Drame                     |
| Romance                        | Catherine Breillat | Caroline Ducey, François Berléand, Sagamore Stévenin                           | Drame, Érotique                    |
| Le Schpountz                   | Gérard Oury        | Smaïn, Sabine Azéma, Ticky Holgado, Martin Lamotte                             | Comédie                            |
| Le Temps retrouvé              | Raoul Ruiz         | Catherine Deneuve, Emmanuelle Béart, Vincent Pérez, John Malkovich             | Drame                              |
| Vénus Beauté (Institut)        | Tonie Marshall     | Nathalie Baye, Samuel Le Bihan, Audrey Tautou, Mathilde Seigner, Bulle Ogier   | Drame                              |
| La vie ne me fait pas peur     | Noémie Lvovsky     | Magali Woch, Ingrid Molinier, Julie-Marie Parmentier, Jean-Luc Bideau          | Comédie                            |